# میگل گونزالس
میگل گونزالس (انگلیسی: Miguel González; ۲۷ آوریل ۱۹۲۷ – ۶ ژوئیهٔ ۲۰۲۱) بازیکن و مربی فوتبال اهل اسپانیا بود.
وی همچنین در تیم ملی فوتبال اسپانیا بازی کرده‌است.